# Die beste Stadt für Blinde und andere Berichte
Die beste Stadt für Blinde ist ein Buch von Jürg Federspiel. Es erschien erstmals 1980 im Suhrkamp Verlag.

## Inhalt
Die beste Stadt für Blinde ist eine Sammlung von elf Kurzgeschichten.

### Der Mensch als Puzzle, nicht als Rätsel
Der Erzähler bekommt auf einer Party eine Einladung in das Museum of Forensic Medicine. Es werden dort bizarre Mordwerkzeuge ausgestellt, darunter auch Alltagsgegenstände, die zweckentfremdet wurden und man erfährt auch, dass Selbstmörder bei der Wahl ihrer Todesart viel einfallsloser sind. Nach mehreren Besuchen in diesem Museum merkt der Erzähler, dass die Mitarbeiter vom Tod abgestumpft sind.

### Eidgenossen, einem Missgeschick zusehend
In Zürich kippt der beladene Wagen eines Südländers um. Alle Passanten schauen zu und niemand hilft. Als es dem Wagenbesitzer aber gelingt, den vollgeladenen Wagen problemlos wieder in Bewegung zu setzen, applaudieren die Zuseher.

### Die beste Stadt für Blinde
Die Radikalisierung der Blinden und Taubstummen, die in New York ihre Rechte teilweise auch mit Gewalt durchsetzen wollten, ist für den Erzähler Anlass über die Lage der Blinden in der amerikanischen Metropole zu berichten, dabei lernt er den blinden Künstler Zoltan K. kennen und erfährt, dass das Blindsein für Blindgeborene einfacher zu ertragen sei.

### Joseph Beuys oder der Weg zu sich
Am Beispiel der Werke von Joseph Beuys erkennt der Erzähler, dass Kunst auch einen ethischen Charakter haben kann. Zum Umgang mit Kunst merkt er an, dass es Fleissarbeit sei, Kunst zu verstehen. Zudem beschreibt Federspiel die ablehnenden Reaktionen auf Beuys in einem mangelnden Kunstverständnis, das nicht offen für Erfahrungen ausserhalb gewohnter ästhetischer Kategorien sei.

### Die Klassenunterschiede der Hunde und der Menschen
Der Erzähler stellt fest, dass das Verhältnis der Menschen zu den Hunden kulturell abhängig ist. Während in Mexiko Strassenhunde als gesundheitliches Risiko angesehen werden, werden in den USA Hunde verwöhnt. Die Liebe zum Hund erklärt Federspiel auch damit, dass der Hund nicht dem Menschen den Platz streitig machen will und ebenfalls wie die Menschen nur noch in einer kastrierten Form überleben kann. Persönliche Erlebnisse sind der Besuch in einem Hundehotel in den USA 1976 und das Überfahren eines Strassenhundes in Spanien 1965.

### Die 100 Tage des Hotels McAlpin
Als ein ehemaliges Hotel mit 1200 Betten gesprengt wird, erinnert sich der Erzähler an den vergangenen Glanz und philosophiert über das Lebensgefühl in Hotels.

### Die Aussicht der Toten
Der Berg Hartmannswillerkopf war im Ersten Weltkrieg von Deutschen und Franzosen umkämpft. Damals wurde der Kriegsbeginn auf beiden Seiten als Volksfest gefeiert. Nach 1918 wurde der Berg verlassen. Der Erzähler besucht den Berg im Jahre 1974 und erkennt dabei historische Parallelen.

### Spaziergänge in Vietnam
Der Erzähler reist im Jahre 1972 nach Südvietnam. Dabei nimmt er den Alltag der Bevölkerung abseits der Politik war. Er erkennt ein heruntergekommenes Land voller Krüppel und bemerkt auch, dass der Tablettenkonsum explodiert ist. Dem Nachbarland Thailand gibt er eine Mitschuld am Krieg.

### Chamberlains Auto-Biographien
Bei einer Ausstellung des Künstlers John Chamberlain, der aus alten Autowracks Kunstwerke macht, erinnert er sich an einen besonders bizarren Autounfall in den USA und daran, dass in der Schweiz ein altes Auto auf einem Spielplatz von Kindern demoliert worden ist.

### Drei Kämpfer ohne Widerstand
In der Schweiz zündete Fritz Hürlimann 1971 ohne erkennbaren Grund die Telefonzentrale der PTT an, was einen Grossbrand auslöste. Später kamen auch die ersten Sprayer in der Schweiz in Konflikt mit der Staatsgewalt.

### Eine Empfehlung für Potter’s Field
Federspiel erinnert sich an den Tod seines Vaters, als dieser im Spital lag, zuletzt Blumenvasen zertrümmerte und eigenhändig das Sauerstoffgerät abschaltete.

## Kritik
„Federspiel weint nicht, er ärgert sich. Und er ärgert sich nicht etwa über die Schlechtigkeit der Welt, über Ungerechtigkeit und graue Hintergründe. Er ärgert sich nur über die Umständlichkeiten dieser Welt, die sich ihm, dem Ich, in den Weg stellen. Er betrachtet Welt mit kindischem Trotz und nimmt alles persönlich: Ein potentiell Asozialer erschrickt vor sozialen Themen, und er weigert sich, diese Welt mit literarischer Traurigkeit zu besänftigen“

### Ausgaben
- Jürg Federspiel: Die beste Stadt für Blinde und andere Berichte. Suhrkamp, Frankfurt am Main 1980 (Erstausgabe)